# Elemental Games
Elemental Games — российская компания — разработчик компьютерных игр. Была образована во Владивостоке в 1999 году. До 2002 года компания носила имя NewGame Software. Является разработчиком игр серии «Космические рейнджеры». В начале 2015 года прекратила свою деятельность.

## История компании
Elemental Games была основана в декабре 1999 года как NewGame Software , подразделение Degro, Ltd.. В 1999 году Elemental Games дебютировала с пошаговой стратегией «Генерал». В сентябре 1999 года началась разработка игры «Космические рейнджеры» как любительского проекта нескольких людей. Компания долго искала издателя для разрабатываемой игры, которым в итоге стала компания 1С. В сентябре 2002 компания сменила название на Elemental Games. 23 декабря 2002 года игра появилась в магазинах и завоевала большую популярность в России. После успеха первого коммерческого проекта разработчики некоторое занимались поддержкой игры, выпуская патчи и обновления. Видя успех «Космических рейнджеров», 1С подписала с Elemental Games договор на разработку и издание второй и третьей части. Наработки, планировавшиеся как дополнение к основной игре, легли в основу второй части, получившей название «Космические рейнджеры 2: Доминаторы». Игра вышла в 2004 году, после чего коллектив Elemental Games распался на две компании — Elemental Games и Katauri Interactive, куда ушли почти все разработчики «Космических рейнджеров». Elemental Games продолжила поддержку второй части выходом обновлений и патчей.
7 сентября 2007 года Elemental Games и Katauri Interactive, при участии коллектива СНК-Games, выпустили самостоятельное дополнение под названием «Космические Рейнджеры 2: Доминаторы. Перезагрузка». Оно содержит в себе первую и дополненную вторую части «Космических рейнджеров». Во вторую часть дополнение добавляет новые режимы игры, экран корабля, типы корпусов, а также текстовые квесты и карты планетарных боёв. Также в комплекте можно найти фанатские работы с форума EG, ранние демоверсии игры; специальное DVD-издание также содержит уникальный нагрудный значок с индивидуальным номером.
27 декабря 2009 года начался закрытый бета-тест новой браузерной онлайн Flash-игры от Elemental Games. Действие игры разворачиваются в той же вселенной, что и «Космические рейнджеры», но спустя 500 лет. Коалиция распалась вследствие финансового коллапса 3978 года. Игроку предоставляется возможность объединить независимые планеты пяти разумных рас в свою собственную Империю. Открытое бета-тестирование игры началось 6 марта 2010 года.
4 февраля 2015 года Алексей Дубовой объявил о прекращении деятельности компании и закрытии проекта «Империя».

## Основные проекты компании
- 1999 — Генерал
- 2002 — Космические рейнджеры
- 2004 — Космические рейнджеры 2: Доминаторы
- 2007 — Космические рейнджеры 2: Доминаторы: Перезагрузка;
- 2009 — Империя;
- 2010 — Время Звёзд (объединен с проектом Империя);